# Mój pacjent, mój syn
Mój pacjent, mój syn (tytuł oryg. Pacient 33) – hiszpański film dramatyczny z 2007 roku w reżyserii Sílvii Quer. Wyprodukowana przez La Productora, Radiotelevisó Valenciana - RTVV, TAV Audiovisual Produccions i Televisió de Catalunya (TV3).
Premiera filmu miała miejsce 18 października 2007 roku w Hiszpanii.

## Fabuła
Film opisuje historię chirurga transplantologa, Jordiego Solera (Juanjo Puigcorbé), który wykorzystuje swoją pozycję zawodową, aby ratować siedmioletniego syna Davida (Fernando Viana), chorego na wirusowe zapalenie wątroby. Bez zgody ordynatora przeprowadza operację transplantacji wątroby pobraną od zmarłego dziecka. Po jej zakończeniu zostaje aresztowany.

## Produkcja
Zdjęcia do filmu kręcono we Walencji w Hiszpanii.

## Obsada
Źródło: Filmweb
- Sergio Caballero jako Manuel
- Pep Cortés jako Josep
- Albert Forner jako Gustau
- Laura Mañá jako Marta
- Juanjo Puigcorbé jako Jordi Soler
- Fernando Viana jako David

i inni.

## Nagrody i nominacje
Źródło: Internet Movie Database
| Rok  | Miejsce                 | Nagroda      | Kategoria                                         | Odbiorcy i nominowani | Wynik     |
| ---- | ----------------------- | ------------ | ------------------------------------------------- | --------------------- | --------- |
| 2007 | Monte-Carlo TV Festival | Golden Nymph | Television Films - Best Performance by an Actress | Laura Mañá            | Nominacja |
| 2007 | Monte-Carlo TV Festival | Golden Nymph | Television Films - Best Performance by an Actress | Carmen Belloch        | Nominacja |